# Tyrannochthonius philippinus
Tyrannochthonius philippinus är en spindeldjursart som först beskrevs av Beier 1966.  Tyrannochthonius philippinus ingår i släktet Tyrannochthonius och familjen käkklokrypare. Inga underarter finns listade i Catalogue of Life.